# Нови Голубовец
Нови Голубовец је насељено место и седиште општине у Крапинско-загорској жупанији, Хрватска. До територијалне реорганизације у Хрватској налазио се у саставу бивше велике општине Златар-Бистрица.